# Sân vận động Quốc gia Peru
Sân vận động Quốc gia (tiếng Tây Ban Nha: Estadio Nacional) của Peru là một sân vận động đa năng nằm ở Lima, Peru. Sức chứa hiện tại của nó là 40.000 chỗ ngồi theo tuyên bố của Liên đoàn bóng đá Peru mà không có chỗ ngồi cho hàng nghìn người khác. Sân vận động được khánh thành lần đầu tiên vào ngày 27 tháng 10 năm 1952 cho Giải vô địch bóng đá Nam Mỹ 1953, thay thế cho Sân vận động Quốc gia và là sân vận động quốc gia và chính của Peru. Nó đã tổ chức ba trong số sáu giải đấu bóng đá Giải vô địch bóng đá Nam Mỹ/Copa América được tổ chức tại Peru. Nó được gọi là Coloso de José Díaz vì nó nằm gần một con phố cùng tên. Đây là sân nhà của đội tuyển bóng đá quốc gia Peru. Chi nhánh IPD (Học viện Thể thao Peru) của Bộ Giáo dục là đơn vị quản lý sân vận động. Sân vận động đã trải qua nhiều lần cải tạo cho các giải đấu như Cúp bóng đá Nam Mỹ 2004. Sân cỏ nhân tạo đã được lắp đặt cho Giải vô địch bóng đá U-17 thế giới 2005. Sân có thể sẽ được sử dụng tại Giải vô địch bóng đá U-17 thế giới 2021. Lần cải tạo gần đây nhất bắt đầu vào năm 2010 và kết thúc vào năm 2011. Lễ khánh thành sân vận động sau khi cải tạo được tổ chức vào ngày 24 tháng 7 năm 2011 với trận đấu giữa đội tuyển bóng đá U-20 quốc gia Peru và đội tuyển bóng đá U-20 quốc gia Tây Ban Nha.

## Lịch sử

### Lịch sử ban đầu
Peru có được sân bóng đá đầu tiên vào cuối thế kỷ 19, khi câu lạc bộ Unión Cricket yêu cầu Thành phố Lima cung cấp một mảnh đất thích hợp để họ có thể chơi bóng. Thành phố đã cấp cho họ một mảnh đất nhỏ trong khu phố Santa Beatriz thuộc về một câu lạc bộ bắn súng. Ngày 18 tháng 7 năm 1897, sân chính thức được khánh thành và được đặt tên là Sân vận động Guadalupe. Liga Peruana de Futbol (được gọi là FPF ngày nay) đã sử dụng sân cho các giải đấu đầu tiên ở Lima.

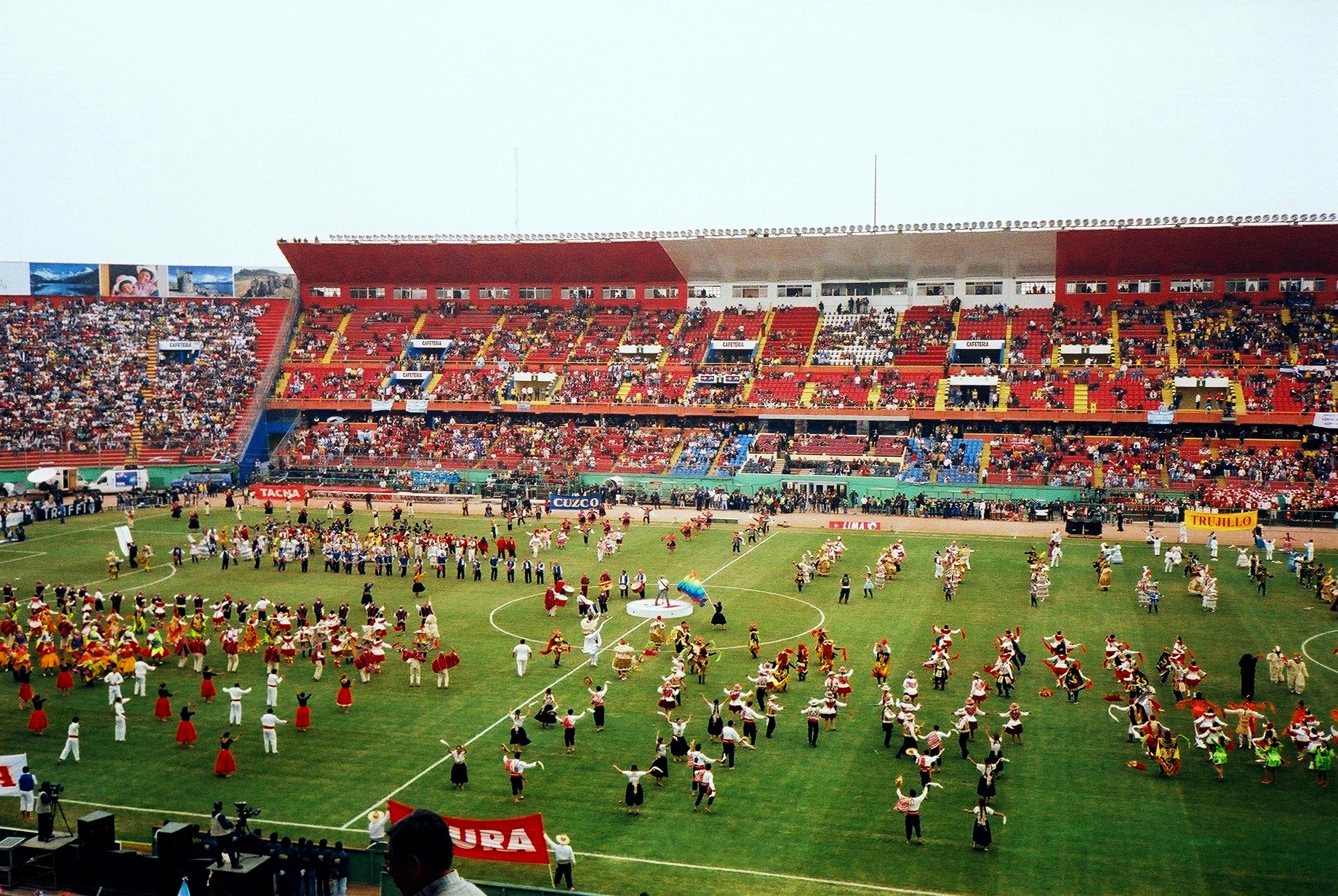
Cận cảnh sân trong lễ kỷ niệm trước trận đấu tại Cúp bóng đá Nam Mỹ 2004

Năm 1921, những người Anh sở hữu sân vận động này đã cải tạo và đổi tên sân vận động từ Sân vận động Guadalupe thành Sân vận động Quốc gia và tặng nó cho chính phủ Peru. Sân có những khán đài nhỏ bằng gỗ sau này được tặng cho Sân vận động Teodoro Lolo Fernández khi sân bị phá bỏ để nhường chỗ cho sân vận động mới, nơi sẽ tổ chức Giải vô địch bóng đá Nam Mỹ 1953. Vào những năm 1950, Miguel Dasso và Tổng thống Peru Manuel A. Odría đã tài trợ cho dự án xây dựng sân vận động mới. Sân vận động mới được lên kế hoạch có sức chứa 53.000 người và hoàn toàn làm bằng xi măng. Các khán đài phía bắc và phía nam sẽ có sức chứa 15.000 người mỗi khán đài trong khi các khán đài phía đông và phía tây sẽ có ba tầng. Ngày 27 tháng 10 năm 1952, Sân vận động Quốc gia mới được khánh thành với nhiều tính năng tiện nghi như hộp sang trọng và thang máy ở một trong những khán đài. Lễ khánh thành bắt đầu sớm lúc 10:00 sáng và kéo dài suốt đêm. Buổi lễ bao gồm lễ trao giải cho nhiều vận động viên xuất sắc bao gồm Teodoro Fernández, Alejandro Villanueva, Jorge Alcalde, huy chương vàng Olympic Edwin Vásquez và các vận động viên đoạt huy chương vàng Đại hội Thể thao Liên châu Mỹ Julia Sánchez và Gerardo Salazar. Trận đấu khai mạc được diễn ra giữa các cầu thủ của đội tuyển bóng đá quốc gia Peru tạo thành hai đội thi đấu vào buổi tối dưới hệ thống chiếu sáng mới.

### Bi kịch năm 1964
Vào ngày 24 tháng 5 năm 1964, Peru tiếp đón Argentina tại Sân vận động Quốc gia trước 47.157 người cho một trận đấu vòng loại liên quan đến Thế vận hội Olympic 1964 sẽ được tổ chức tại Tokyo. Argentina dẫn trước trận đấu 1–0 trong suốt hiệp hai và ở những phút cuối cùng, Peru gỡ hòa; Tuy nhiên, trọng tài người Uruguay Ángel Eduardo Pazos đã không công nhận bàn thắng. Các khán giả đã rất tức giận trước quyết định này và điều này đã dẫn đến việc khán giả tràn xuống sân. Cảnh sát đã sử dụng hơi cay và vũ lực tàn bạo để dập tắt các vụ bạo loạn. Các lối ra của sân vận động đã bị đóng lại khiến khán giả bên trong sân vận động bị kẹt lại. Các cầu thủ và trọng tài đã phải được cảnh sát áp giải ra khỏi sân. Một cuộc bạo loạn xảy ra sau đó bên ngoài sân vận động và khiến Tổng thống Fernando Belaúnde Terry phải ban bố tình trạng khẩn cấp sẽ kéo dài trong một tháng. Thật không may, hơn 300 người đã thiệt mạng vào ngày hôm đó và khiến ít nhất 4.000 người bị thương. Thảm kịch dẫn đến việc giảm sức chứa của sân vận động từ 53.000 người xuống còn 45.000 người.

### Các giải đấu được tổ chức
Sân vận động Quốc gia là địa điểm duy nhất của Giải vô địch bóng đá Nam Mỹ 1927, 1935 và 1939. Sân vận động Quốc gia hiện nay đã tổ chức Giải vô địch bóng đá Nam Mỹ 1953 và Giải vô địch bóng đá Nam Mỹ 1957. Năm 1971, trận đấu play-off cho vòng chung kết Copa Libertadores 1971 được diễn ra tại Peru và có sự góp mặt của Nacional của Uruguay và Estudiantes de La Plata của Argentina. Nacional thắng với tỷ số 2–0. Năm sau, Universitario de Deportes lọt vào trận chung kết Copa Libertadores 1972 và tổ chức trận lượt đi của trận chung kết. Hai thập kỷ sau, Sporting Cristal lọt vào vòng chung kết Copa Libertadores 1997, nơi cho phép Nacional đăng cai một trong những trận chung kết lần thứ ba. Năm 1992, hệ thống chiếu sáng hiện đại đã được lắp đặt trong sân vận động và vào năm 1996, một bảng điểm điện tử đã được lắp đặt để thay thế bảng thủ công cũ. Yếu tố biểu tượng của sân vận động là tòa tháp nằm ở khán đài phía bắc. Tòa tháp này bị bỏ hoang trong nhiều năm cho đến năm 2004, nó được sử dụng trở lại cho Cúp bóng đá Nam Mỹ. Các đội bóng quốc tế nổi tiếng và các cầu thủ nổi tiếng đã chơi ở sân vận động này, bao gồm cả Real Madrid của Tây Ban Nha, cũng như những cầu thủ như Pelé và Maradona trong những năm trước.
Nhờ chương trình đầu tư của chính phủ trị giá 5 triệu đô la để tu sửa các sân vận động cũ của Peru, khán giả đã có thể thưởng thức các trận đấu với tiêu chuẩn cao theo yêu cầu của CONMEBOL cho Cúp bóng đá Nam Mỹ 2004. Đây cũng là lần đầu tiên Sân vận động Quốc gia không phải là địa điểm duy nhất của giải đấu Nam Mỹ. Đổi lại, đất nước đã nhận được rất nhiều khách du lịch, các phương tiện truyền thông quốc tế đưa tin và nhiều người dân địa phương mua vé để dự khán các trận đấu. Sân vận động lớn nhất của Peru, Sân vận động tượng đài, cũng nằm ở Lima với sức chứa 80.093 người và thuộc về câu lạc bộ địa phương Universitario de Deportes mặc dù sân không được sử dụng cho Copa América 2004.
Peru cũng đăng cai Giải vô địch bóng đá U-17 thế giới 2005. Sân vận động này đã tổ chức một số trận đấu bao gồm cả trận chung kết. Cỏ nhân tạo đã được lắp đặt cho giải đấu này ở tất cả các địa điểm được sử dụng. Sân cỏ nhân tạo vẫn được giữ nguyên ở Sân vận động Quốc gia nhưng đã vấp phải sự chỉ trích nặng nề từ các câu lạc bộ của giải hạng nhất Peru, yêu cầu dỡ bỏ vì những chấn thương liên tục mà nó gây ra. Đây cũng là lý do tại sao đội tuyển bóng đá quốc gia Peru không tổ chức các trận đấu tại Sân vận động Quốc gia cho vòng loại World Cup 2010. Cỏ nhân tạo đã được dỡ bỏ sau đợt cải tạo năm 2010.
Năm 2008, đường chạy điền kinh được trải nhựa tạm thời để phục vụ giải đua Caminos del Inca. Đây là lần đầu tiên Sân vận động Quốc gia tổ chức một sự kiện như vậy. Ngay sau đó, đường chạy Olympic 6 làn được khôi phục.

### Cải tạo năm 2010

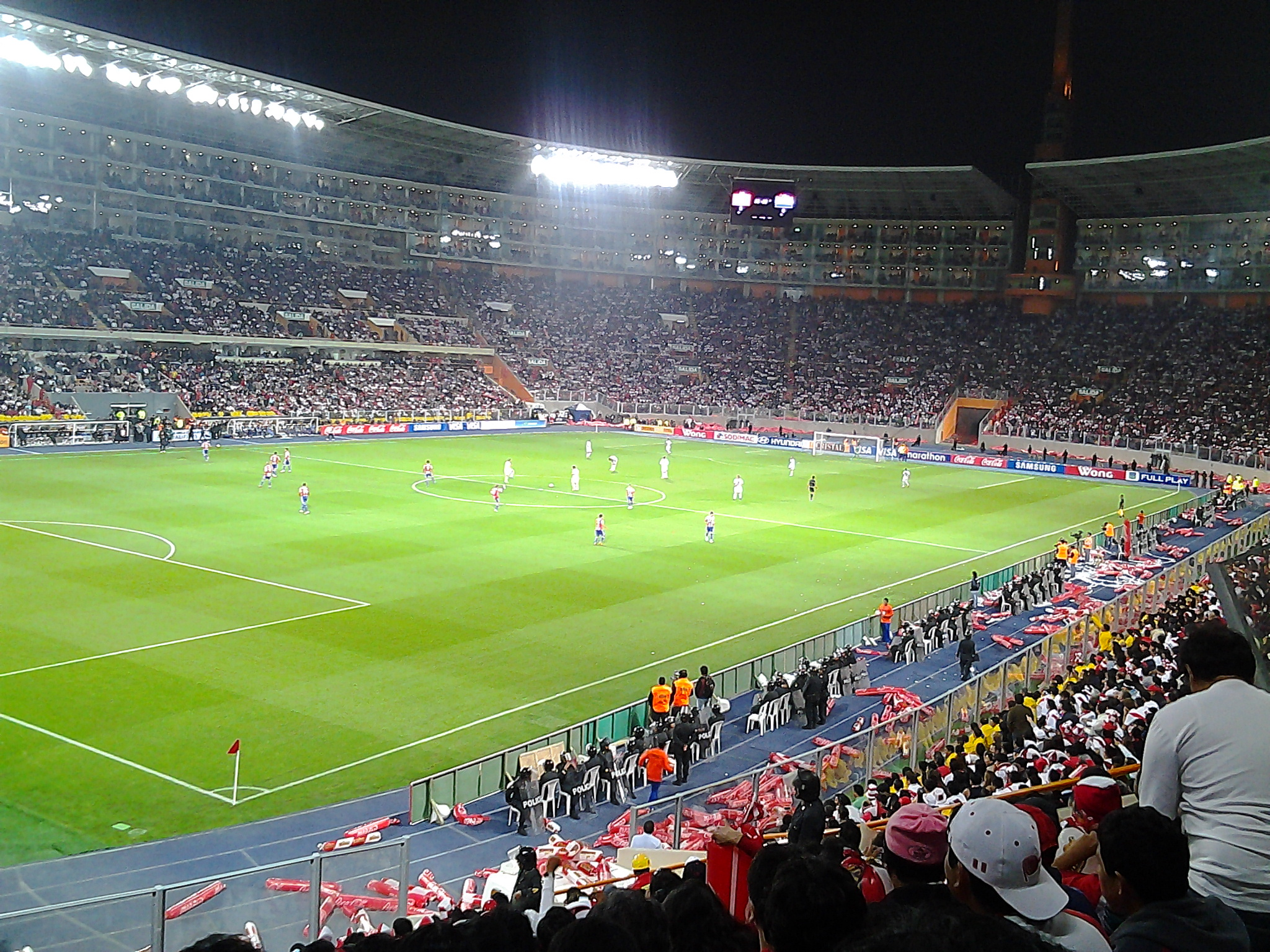
Sân vận động Quốc gia sau khi cải tạo năm 2010

Sân vận động đã trải qua một cuộc cải tạo lớn vào năm 2010 để đấu thầu cho Đại hội Thể thao Liên châu Mỹ 2015, bao gồm việc xây dựng 371 hộp sang trọng, 703 chỗ đậu xe ngầm, một tòa tháp mới với một nhà hàng ăn ngon có tầm nhìn toàn cảnh và các cải tiến khác. Việc cải tạo kết thúc vào năm 2011. Tuy nhiên, Toronto đã thắng trong quá trình đấu thầu. Sân vận động đã được tân trang lại được khánh thành vào ngày 24 tháng 7 năm 2011 với trận đấu giữa U-20 Peru và U-20 Tây Ban Nha. Trận đấu có kết quả hòa 0–0. Hai tháng sau vào ngày 5 tháng 9 năm 2011, đội tuyển quốc gia chơi trận đầu tiên trên sân vận động đã được tân trang lại với Bolivia. Trận đấu kết thúc với tỷ số hòa 2–2 với các bàn thắng của Rinaldo Cruzado và Claudio Pizarro. Sân sẽ được sử dụng cho lễ khai mạc và bế mạc Đại hội Thể thao Liên châu Mỹ 2019 và Đại hội Thể thao Người khuyết tật Liên châu Mỹ 2019.
Ngoài bóng đá, Sân vận động Quốc gia còn là sân nhà của các môn thể thao khác. Mười sáu liên đoàn thể thao của Peru có trụ sở chính tại Sân vận động Quốc gia. Chúng bao gồm các liên đoàn quyền Anh, karate, thể hình, kung fu, taekwondo và bóng chuyền. Họ đã được tạm thời di dời để cải tạo sân vận động.

## Cúp bóng đá Nam Mỹ 2004

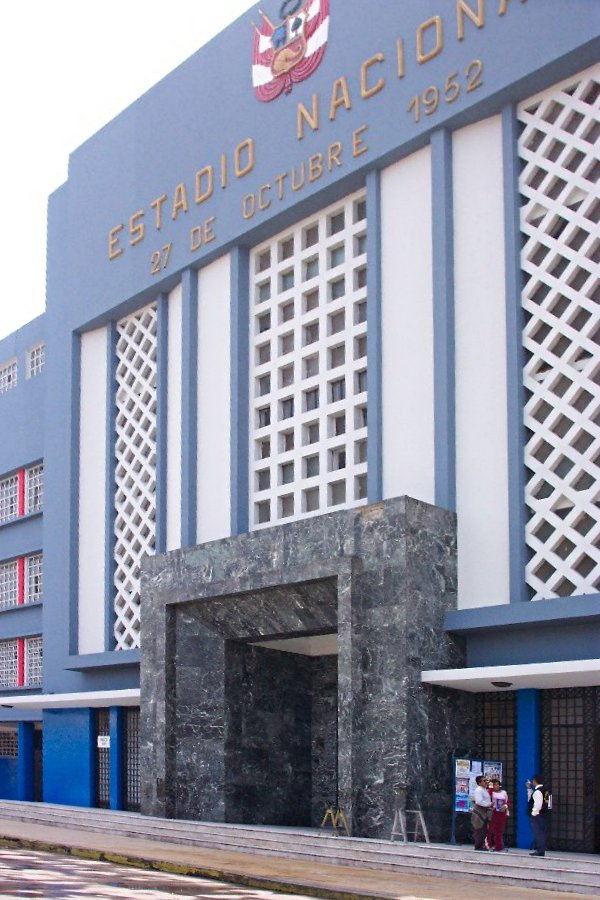
Lối vào phía tây của sân vận động trước năm 2009

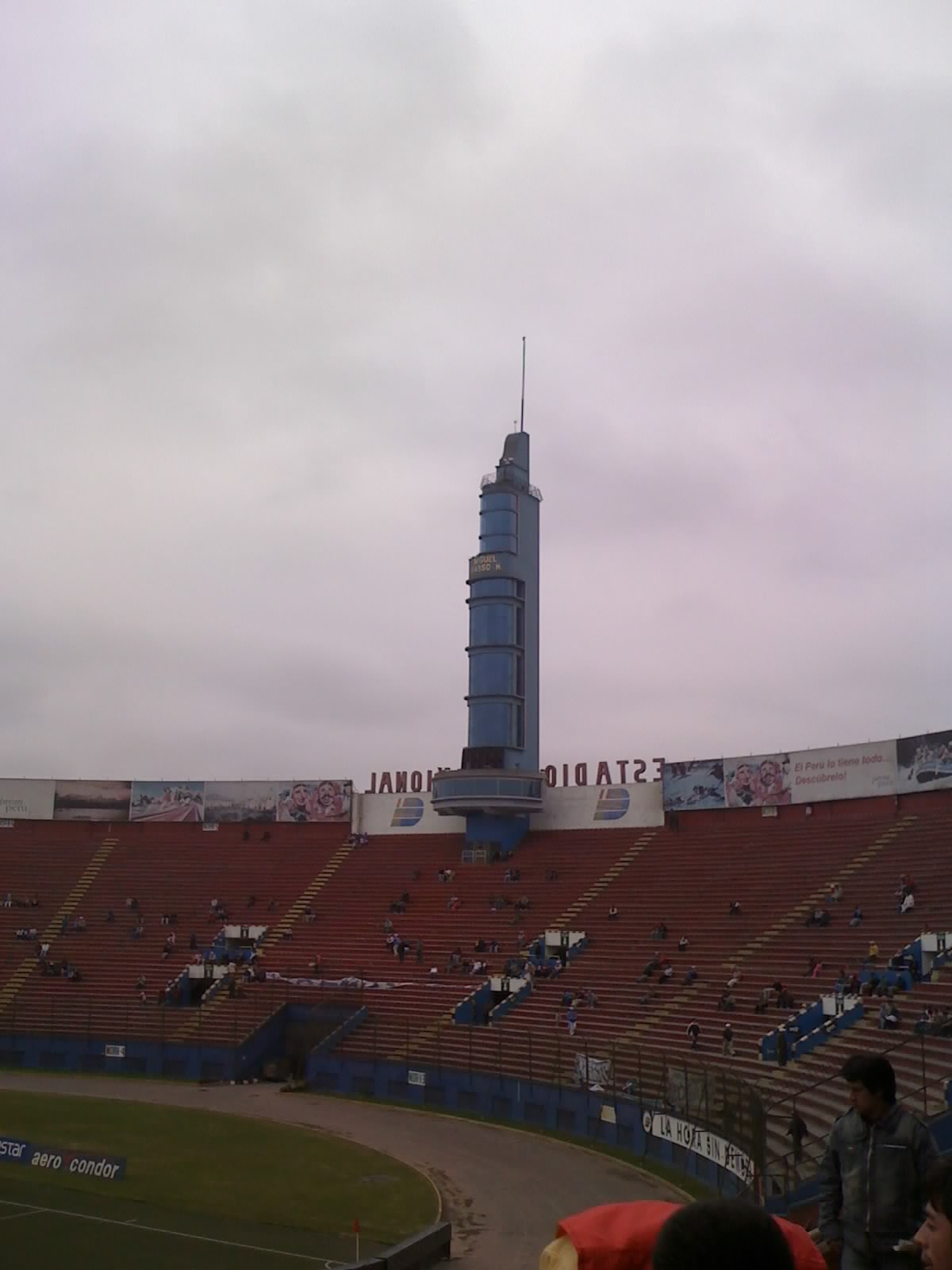
Tòa tháp biểu tượng của khán đài phía Bắc trước khi cải tạo

| Ngày                | Thời gian | Đội #1    | Kết quả        | Đội #2    | Vòng      |
| ------------------- | --------- | --------- | -------------- | --------- | --------- |
| 6 tháng 7 năm 2004  | 17:30     | Venezuela | 0–1            | Colombia  | Bảng A    |
| 6 tháng 7 năm 2004  | 20:15     | Perú      | 2–2            | Bolivia   | Bảng A    |
| 9 tháng 7 năm 2004  | 17:30     | Colombia  | 1–0            | Bolivia   | Bảng A    |
| 9 tháng 7 năm 2004  | 19:45     | Perú      | 3–1            | Venezuela | Bảng A    |
| 20 tháng 7 năm 2004 | 19:45     | Argentina | 3–0            | Colombia  | Bán kết   |
| 21 tháng 7 năm 2004 | 19:45     | Uruguay   | 1–1 (3–5 p.đ.) | Brasil    | Bán kết   |
| 25 tháng 7 năm 2004 | 15:00     | Argentina | 2–2 (2–4 p.đ.) | Brasil    | Chung kết |

## Giải vô địch bóng đá U-17 thế giới 2005
| Ngày                | Thời gian | Đội #1     | Kết quả | Đội #2      | Vòng                   |
| ------------------- | --------- | ---------- | ------- | ----------- | ---------------------- |
| 16 tháng 9 năm 2005 | 14:15     | Uruguay    | 0–2     | México      | Bảng B                 |
| 16 tháng 9 năm 2005 | 17:00     | Thổ Nhĩ Kỳ | 1–0     | Úc          | Bảng B                 |
| 19 tháng 9 năm 2005 | 15:30     | México     | 3–0     | Úc          | Bảng B                 |
| 19 tháng 9 năm 2005 | 18:15     | Uruguay    | 2–3     | Thổ Nhĩ Kỳ  | Bảng B                 |
| 23 tháng 9 năm 2005 | 15:30     | Hoa Kỳ     | 1–1     | Bờ Biển Ngà | Bảng C                 |
| 23 tháng 9 năm 2005 | 18:15     | Gambia     | 0–2     | Hà Lan      | Bảng D                 |
| 2 tháng 10 năm 2005 | 15:00     | Hà Lan     | 2–0     | Thổ Nhĩ Kỳ  | Play-off tranh hạng ba |
| 2 tháng 10 năm 2005 | 18:00     | México     | 3–0     | Brasil      | Chung kết              |

## Các sự kiện khác
Sân vận động cũng được sử dụng cho các loại hoạt động khác như hòa nhạc bao gồm:
- Phil Collins (1995)
- Santana (1995)
- Travis
- R.E.M. (11 tháng 11 năm 2008)
- Soda Stereo (8 và 9 tháng 12 năm 2007)
- Deep Purple (giảng đường)
- Whitesnake (giảng đường)
- Cyndi Lauper (giảng đường)
- Canto Por El Sur (Gian Marco, Erika Ender, Pedro Suárez Vértiz, Christian Meier, Juan Luis Guerra, Alejandro Fernández, và nhiều người khác)
- Voces Solidarias (Gian Marco, David Bisbal, Pedro Suárez Vértiz, Fito Páez, Alejandro Sanz, La Oreja de Van Gogh, Hombres G, Belanova, và nhiều người khác)
- Los Fabulosos Cadillacs (29 tháng 11 năm 2008)
- Iron Maiden (26 tháng 3 năm 2009)
- The B-52's và New York Dolls
- KISS (14 tháng 4 năm 2009)
- Marc Anthony
- Oasis (30 tháng 4 năm 2009)
- Boy George (giảng đường)
- RBD
- Jonas Brothers và Demi Lovato (18 và 19 tháng 5 năm 2009)
- Red Hot Chili Peppers (14 tháng 9 năm 2011)
- WWE Summerslam Tour
- WWE Road to Wrestlemania 25 Tour
- Justin Bieber (17 tháng 10 năm 2011)
- Elton John (1 tháng 2 năm 2012)
- Jamiroquai (20 tháng 2 năm 2013)
- Alejandro Sanz (26 tháng 2 năm 2013)
- The Killers (4 tháng 4 năm 2013)
- The Cure (18 tháng 4 năm 2013)
- Metallica (20 tháng 3 năm 2014)
- Paul McCartney (25 tháng 4 năm 2014)
- One Direction (27 tháng 4 năm 2014)
- Teen Top (20 tháng 8 năm 2014)
- Romeo Santos (23 tháng 4 năm 2015)
- Coldplay (5 tháng 4 năm 2016)
- Slipknot (18 tháng 10 năm 2016)
- Aerosmith (24 tháng 10 năm 2016)
- Justin Bieber (5 tháng 4 năm 2017)
- Linkin Park (11 tháng 5 năm 2017)
- Ed Sheeran (13 tháng 5 năm 2017)
- Incubus và Maroon 5 (19 tháng 9 năm 2017)
- Bruno Mars (30 tháng 11 năm 2017)
- Depeche Mode (18 tháng 3 năm 2018)
- Radiohead (17 tháng 4 năm 2018)
- Bon Jovi (2 tháng 10 năm 2019)
- Road to Ultra Peru 2019 (12 tháng 10 năm 2019)